# Hubert Skrzypczak

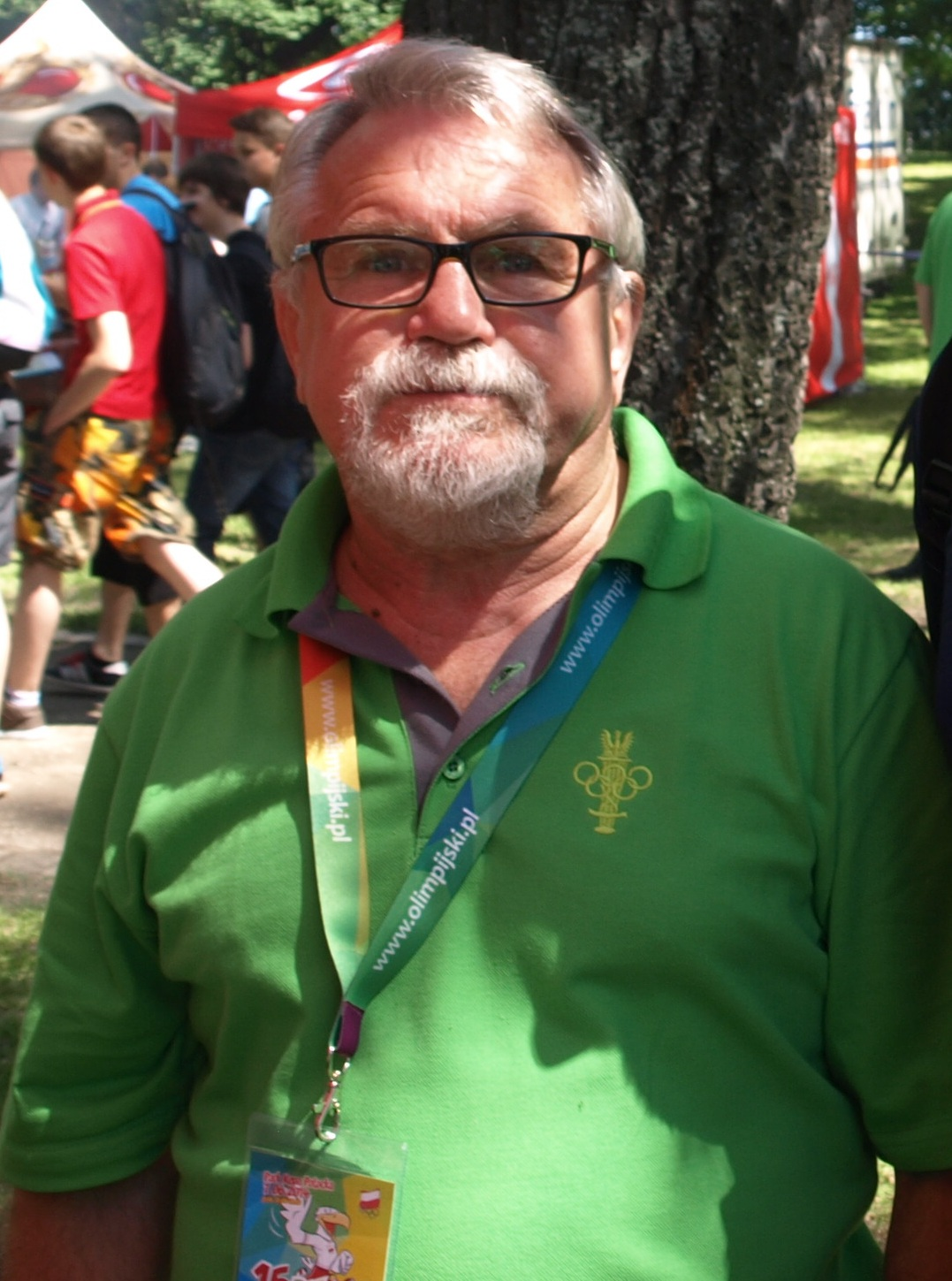
Hubert Skrzypczak

Hubert Zenon Skrzypczak (* 29. September 1943 in Neustadt, Westpreußen) ist ein ehemaliger polnischer Boxer. Er war Europameister 1967 im Fliegengewicht und Gewinner einer Bronzemedaille bei den Olympischen Spielen 1968 im Halbfliegengewicht.

## Werdegang
Hubert Zenon Skrzypczak wuchs in Wejherowo (Neustadt) auf und erlernte beim Boxclub WKS Gryf Wejherowo das Boxen. Später startete er noch für Zawisy Bydgoszcz und GKS Wybrzeże Gdańsk. Als Jugendlicher erlernte er den Beruf eines Kfz-Mechanikers. Er bildete sich aber zum Sportlehrer weiter und war später Polizei-Offizier.
Auf sportlichem Sektor trat er erst im Alter von 22 Jahren in Erscheinung, als er bei der polnischen Meisterschaft 1965 im Fliegengewicht das Finale erreichte, in diesem aber gegen Artur Olech nach Punkten verlor. Im gleichen Jahr wurde er dann auch schon bei der Europameisterschaft in Berlin (Ost) eingesetzt. Im Fliegengewicht siegte er dort über Miroslav Moravec aus der Tschechoslowakei, Wladimir Mironow aus der Sowjetunion und Constantin Ciucă aus Rumänien. Im Endkampf stand er dem Deutschen Hans Freistadt gegenüber, dem er einen ausgeglichenen Kampf lieferte und nur knapp mit 2:3 Richterstimmen unterlag. Er wurde damit Vize-Europameister.
1966 wurde Hubert Skrzypczak erneut polnischer Vizemeister. Im Endkampf der polnischen Meisterschaft musste er dabei gegen Artur Olech wegen einer Verletzung aus dem Ring genommen werden. 1967 nahm er in Rom zum zweiten Mal an Europameisterschaften teil. Er war dort in  hervorragender Form und gewann mit vier Siegen den Europameistertitel. Er schlug dabei im Halbfinale der sowjetischen Meister Petr Gorbatow und im Finale Constantin Ciucă nach Punkten.
Auch im Jahre 1968 gelang es Hubert Skrzypczak nicht, die polnische Meisterschaft zu erringen, denn in diesem Jahr unterlag er im Endkampf Jerzy Wichman nach Punkten. Der polnische Cheftrainer Feliks Stamm entschied dann, dass er bei den Olympischen Spielen in Mexiko im Halbfliegengewicht starten musste. Das bedeutete für ihn, der immer schon einige Kilos für das Limit des Fliegengewichts abtrainieren musste, dass er für das Halbfliegengewicht noch weitere 3 Kilogramm abtrainieren musste. Er schaffte diese Tortur und erreichte bei den schwierigen klimatischen Bedingungen in Mexiko einen Medaillengewinn. Nach drei Siegen unterlag er dort im Halbfinale gegen Jee Yong-ju aus Südkorea nach Punkten und gewann damit die Bronzemedaille.
Nach einem weiteren polnischen Vizemeistertitel im Jahre 1969 wurde Hubert Skrzypczak dann im Jahre 1970 mit einem Punktsieg im Finale über Jozef Witek endlich polnischer Meister im Fliegengewicht. Dies blieb sein einziger Titelgewinn, denn im Finale der polnischen Meisterschaft 1971 unterlag er gegen Leszek Błażyński und 1973, der letzten polnischen Meisterschaft, an der er teilnahm, unterlag er bereits im Viertelfinale gegen Leszek Borkowski.
An weiteren internationalen Meisterschaften nahm Hubert Skrzypczak nach den Olympischen Spielen 1968 nicht mehr teil. Er vertrat aber Polen noch in mehreren Länderkämpfen und schlug dabei 1970 in Köln auch Hans Freistadt nach Punkten und revanchierte sich damit für die Niederlage bei der Europameisterschaft 1965.
1974 beendete er seine Boxerlaufbahn. Er bestritt insgesamt 243 Kämpfe, von denen er 208 gewann. Dreimal kämpfte er unentschieden und 32 Kämpfe verlor er.
Schon während seiner aktiven Zeit wurde ihm der Titel Verdienter Meister des Sports zuerkannt.

## Internationale Erfolge
(OS = Olympische Spiele, EM = Europameisterschaft, Hfl = Halbfliegengewicht, Fl = Fliegengewicht, bis 48 kg bzw. 51 kg Körpergewicht)
- 1965, 2. Platz, EM in Berlin (Ost), Fl, mit Siegen über Miroslav Moravec, CSSR, Wladimir Mironow, UdSSR u. Constantin Ciucă, Rumänien u. einer Punktniederlage (2:3 Richterstimmen) gegen Hans Freistadt, Bundesrepublik Deutschland;
- 1966. 1. Platz, Turnier in Warschau, Fl, mit Finalsieg über U. Chalimow, UdSSR;
- 1967, 1. Platz, EM in Rom, Fl, mit Siegen über Osman Amzic, Jugoslawien, Brendan McCarthy, Irland, Petr Gorbatow, UdSSR u. Constantin Ciucă;
- 1968, Bronzemedaille, OS in Mexiko, Hfl, mit Siegen über Mohamed Sohem, Ägypten, Tahar Aziz, Marokko u. Joseph Donovan, Australien (3:2 Richterstimmen) und einer Punktniederlage im Halbfinale gegen Lee Yong-su, Südkorea (1:4 Richterstimmen)

## Polnische Meisterschaften
- 1965, 2. Platz, Fl, nach einer Punktniederlage im Finale gegen Artur Olech,
- 1966, 2. Platz, Fl, nach einer techn. KO-Niederlage 3. Runde (Verletzung) gegen Artur Olech,
- 1968, 2. Platz, Fl, nach einer Punktniederlage im Finale gegen Jerzy Wichman,
- 1969, 2. Platz, Fl, nach einer Punktniederlage im Finale gegen Jerzy Wichman,
- 1970, 1. Platz, Fl, nach einem Punktsieg im Finale über Jozef Witek,
- 1971, 2. Platz, Fl, nach einer Punktniederlage im Finale gegen Leszek Błażyński,
- 1973, 5. Platz, Fl, nach einer Punktniederlage im Viertelfinale gegen Leszek Borkowski

## Länderkämpfe
- 1965 in Warschau, Polen gegen England, Fl, Punktsieger über Tony Humm,
- 1966 in Kielce, Polen gegen DDR, Fl, techn. KO-Sieger 2. Runde über Horst Weinhold,
- 1966 in Danzig, Polen gegen Bulgarien, Fl, Punktsieger über Stefan Panajotow,
- 1966 in Rotterdam, Niederlande gegen Polen, Fl, Punktniederlage gegen Jan Huppen,
- 1967 in Glasgow, Schottland gegen Polen, Fl, Punktsieger über Alex McHugh,
- 1970 in Warschau, Polen gegen DDR, Fl, Punktsieger über Rainer Blum,
- 1970 in Köln, BRD gegen Polen, Fl, Punktsieger über Hans Freistadt,
- 1970 in London, England gegen Polen, Fl, Punktsieger über Peter Wakefield,
- 1971 in Warschau, Polen gegen USA, Fl, Punktsieger über Gregory Lewis,
- 1971 in Breslau, Polen gegen BRD, Fl, Punktsieger über Waldemar Stephanie,
- 1974 in Warschau, Polen gegen USA, Fl, Punktsieger über Greg Richardson,
- 1974 in Danzig, Polen gegen USA, Fl, Punktsieger über Greg Richardson

## Weblink
- Porträt von Hubert Skrzypczak in polnischer Sprache (Archivlink)

| Personendaten    | Personendaten            |
| ---------------- | ------------------------ |
| NAME             | Skrzypczak, Hubert       |
| ALTERNATIVNAMEN  | Skrzypczak, Hubert Zenon |
| KURZBESCHREIBUNG | polnischer Boxer         |
| GEBURTSDATUM     | 29. September 1943       |
| GEBURTSORT       | Wejherowo                |